# Maxim Eduardowitsch Altschikow
Maxim Eduardowitsch Altschikow (russisch Максим Эдуардович Альтщиков, wiss. Transliteration Maksim Ėduardovič Al'tščikov; geboren am 7. Februar 2005) ist ein russischer Skispringer.

## Werdegang
Am 11. Oktober 2020 wurde Maxim Altschikow bei den russischen Sommer-Meisterschaften im Skispringen 2020 im Alter von 15 Jahren russischer Meister im Teamwettbewerb von der Großschanze. Er trat dabei gemeinsam mit Konstantin Iswolski, Nikolai Matawin und Ilmir Chasetdinow für die Oblast Moskau an und erreichte Weiten von 123,0 und 121,5 Metern.
In internationalen Wettbewerben unter dem Dach der Fédération Internationale de Ski trat Altschikow erstmals im Februar 2021 in Erscheinung, als er an vorläufig sechs Wettbewerben im FIS Cup in Lahti,  Villach und Oberhof teilnahm. Sein bestes Resultat war dabei ein 37. Platz im zweiten Wettkampf im österreichischen Villach.